# Victoriano Sánchez Arminio
Victoriano Sánchez Arminio, né le 26 juin 1942 à Santander et mort le 21 mai 2023 dans la même ville, est un arbitre de football espagnol. Il commence sa carrière en 1975, et est arbitre international de 1978 à 1990.

## Carrière
Il officie dans des compétitions majeures : 
- Coupe d'Espagne de football 1981-1982 (finale)
- JO 1984 (1 match)
- Coupe du monde de football des moins de 20 ans 1985 (1 match)
- Coupe d'Espagne de football 1985-1986 (finale)
- Coupe du monde de football de 1986 (1 match)
- Coupe d'Espagne de football 1988-1989 (finale)
- Coupe UEFA 1988-1989 (finale retour)